# Peter Jensen (Politiker, 1890)
Peter Jensen (* 30. Januar 1890 in Ausacker, Kreis Flensburg; † 31. März 1969) war ein deutscher Politiker der CDU.

## Leben
Peter Jensen war der Sohn eines gleichnamigen Landwirts und dessen Ehefrau Margarethe Meßtorff (* 29. Dezember 1867 in Neumünster; † 30. März 1930). Er hatte drei Schwestern und zwei Brüder.
Nach der Mittleren Reife absolvierte Jensen eine landwirtschaftliche Ausbildung und war im elterlichen Betrieb, der seit 1625 besteht, tätig. 1922 übernahm er den Hof von seinem Vater. Seit 1919 war Jensen verbandspolitisch tätig. Von 1924 bis 1933 war er stellvertretender Vorsitzender des Landbundes in Schleswig-Holstein. 1919 trat Jensen der DNVP bei und kämpfte gegen die parlamentarische Demokratie der Weimarer Republik. Er sympathisierte mit der rechtsgerichteten Landvolkbewegung und engagierte sich zusammen mit seinem Vater bei der Volksabstimmung gegen den Young-Plan. Nach 1933 zogen sich Peter Jensen und sein Vater aus der Kommunalpolitik zurück. Wegen angeblicher Beleidigung des NSDAP-Gauleiters und Oberpräsidenten von Schleswig-Holstein, Hinrich Lohse, wurde Peter Jensen 1936 zu sechs Monaten Gefängnis verurteilt. Danker und Lehmann-Himmel charakterisieren ihn in ihrer Studie über das Verhalten und die Einstellungen der Schleswig-Holsteinischen Landtagsabgeordneten und Regierungsmitglieder der Nachkriegszeit in der NS-Zeit als „angepasst / ambivalent“.
Im Juli 1945 wurde Jensen zum Kreisbauernvorsteher für Flensburg-Land gewählt. Von Oktober 1945 bis November 1947 war er Landesbauernvorsteher für Schleswig-Holstein und Hamburg. Gemeinsam mit Friedrich Wilhelm Lübke zählte Jensen zu den Mitbegründern der CDU Schleswig-Holstein. Beide Politiker waren seit 1946 Mitglied im Vorstand des Deutschen Grenzvereins.
Mit der Wiedereinführung der Landwirtschaftskammern übernahm Peter Jensen im November 1947 die Präsidentschaft der Landwirtschaftskammer Schleswig-Holstein.

## Abgeordneter
Jensen gehörte dem ersten ernannten Landtag (11. April bis 11. November 1946) in Schleswig-Holstein an. Von 1947 bis 1967 war er gewählter Abgeordneter für den Wahlkreis Flensburg-Land (1950: Flensburg-Land-Ost). 1962 war er Alterspräsident des Landtages. Der Landtag wählte ihn zum Mitglied der dritten (1. Juli 1959) und vierten (1. Juli 1964) Bundesversammlung, die jeweils Heinrich Lübke zum Bundespräsidenten wählte.

## Ehrungen
Jensen wurde 1969 mit dem Großen Verdienstkreuz mit Stern des Bundesverdienstkreuzes ausgezeichnet.